# スティーブン・ボチコ
スティーブン・ロナルド・ボチコ（Steven Ronald Bochco、1943年12月16日 - 2018年4月1日）は、アメリカのテレビドラマの脚本家、プロデューサー。『ヒルストリート・ブルース』、『L.A.ロー 七人の弁護士』、『天才少年ドギー・ハウザー』、『NYPDブルー』など、主に刑事ものを多く製作した。

## 生い立ち
ボチコはニューヨーク市のユダヤ人家庭に生まれ、母は画家のミミ、父はヴァイオリニストでポーランド移民のルドルフ・ボチコである。幼いころから、彼は作家になることを夢見ていた。J・D・サリンジャー、ウィリアム・スタイロン、フィリップ・ロスの作品を好んだ。ボチコはニューヨークのニューヨーク音楽芸術高校に音楽専攻として入学したが、ほとんどの時間を演奏よりも他の学業に費やした。姉は女優のジョアンナ・フランクである。
卒業後はニューヨーク大学で1年間過ごし、1961年、ピッツバーグのカーネギー工科大学（現在のカーネギーメロン大学）に入学し、劇作と演劇を学んだ。1966年に美術学士号を取得し、MCA奨学金も獲得した。

## キャリア
ボチコはユニバーサル・ピクチャーズのテレビ部門で脚本家、その後ストーリー・エディター（脚本面での責任者）として働き、『鬼警部アイアンサイド』 、『刑事コロンボ』、『署長マクミラン』などを手掛けた。
彼は刑事コロンボのエピソード「構想の死角」（1971年）のストーリーと脚本を執筆し、他にも5つのエピソードの脚本を執筆した。彼は『サイレント・ランニング』（1972年）の脚本も手掛けた。1978年に彼はグラント・ティンカーに誘われ、ユニバーサルを離れ、より広い製作の場があるMTMエンタープライズに移った。そこでの最初の仕事はCBSの警察ドラマ『パリ』で、ジェームズ・アール・ジョーンズが主役を演じた。
1981年に彼はNBCの警察ドラマ『ヒルストリート・ブルース』で批評家から大評判を収めた。このドラマは1987年まで放送され、ボチコはマイケル・コゾルとともに共同製作者としてクレジットされ、脚本とプロデュースも手掛けた。放送中は多くの賞を獲得し、合計98回もエミー賞にノミネートされた。しかしボチコは『ベイ・シティ・ブルース』（1983年）の大失敗とその後に『ヒルストリート・ブルース』でも赤字を計上したことで1984年後半にMTMから解雇された（その後復帰した）。
1985年、ボチコは20世紀フォックスに移り、NBCで放映された『L.A.ロー 七人の弁護士』の共同製作者兼プロデューサーを務めた。このシリーズも広く称賛され、多くの賞を獲得した。1987年、ボチコはABCと10の新テレビシリーズの製作を行う契約を結んでおり、これがボチコがスティーブン・ボチコ・プロダクションを設立するきっかけとなった。その年、ボチコはCBSかABCどちらかとの独占契約の最終交渉を行っており、ABCが落札した。1989年、この契約から『天才少年ドギー・ハウザー』が生まれた。
1991年の『シビル・ウォーズ』の小さな成功の後、ボチコは『ヒルストリート・ブルース』以来の仕事仲間だったデヴィッド・ミルチと『NYPDブルー』を共同製作した。当初は物議を醸したこのシリーズはケーブルネットワークで放送される、より大人向けの番組に対抗するため『ネットワーク』の1時間ドラマの性質を変えるという明確な意図を持って製作された。このドラマは結果的にABCの看板番組と呼ばれるほどに長期に渡り成功した。この時期に成功しなかった他のプロジェクトは多くあり、『The Byrds of Paradise』（ABC、1993年 - 1994年）、『Murder One』（ABC、1995年 - 1997年）、『ブルックリン74分署』（1997年 - 1998年）、『City of Angels』（2000年）、『Over There』（2005年）などがある。『Murder One』と『Over There』は批評家の賞賛を集めたが、ほとんどの番組は成功しなかった。1999年にパラマウント・テレビジョンに移り、 2005年までそこに留まった。その後まもなく、彼は2005年後半にABCの子会社であるタッチストーン・テレビジョンに移った。
2007年9月に公開されたボチコのインタビューによると、彼は自分の趣味とテレビドラマの流行がもはや一致しないと感じ、ネットワークへの関与を縮小しつつあったという。「ネットワークの幹部は世代が変わり同じ年齢のままで、私は年を重ねる。それにつれて違った種類の関係が生まれます。私がNBCでブランドン・タルティコフとヒルストリートで一緒に仕事をしていたとき、私たちは同世代でした。そして私が今座ると、幹部らは父親ほど年上の人と一緒に部屋に座ることになります。彼らが父親世代と同じ部屋で仕事をしたいかどうかはわかりません。」とボチコは言った。
2008年、ボチコは、質の高いプライムタイムドラマの新たな拠点はケーブルテレビであり、「雰囲気がはるかに友好的で、創造的な環境が独創的な作品を生み出すのに適しており、最近ネットワークでプライムタイムドラマとして放送されているものはほとんどあまり良くない」と主張した。
『ヒルストリート・ブルース』以前は、アメリカのドラマが複数のエピソードに渡る複数のストーリーを持つことは稀だった。また、大勢のレギュラーキャストがいることも稀だった。現代のアンサンブルテレビドラマの構造は、ボチコにまで遡ることができる。

## 私生活
ボチコは3回結婚している。1964年から1969年までガブリエル・レヴィン（Gabrielle Levin）と、1970年から1997年まで女優のバーバラ・ボッソンと、2000年から死去するまでテレビプロデューサーのデイナ・カリンズ（Dayna Kalins）とである。ボチコには3人の子供がいる。ボッソンとの息子ジェシー・ボチコはプロデューサー、ディレクターであり、父の番組のいくつかのエピソードを監督しており、その中には「NYPDブルー」などがある。ボチコは2014年に白血病と診断され骨髄移植が必要となり、2016年に適合ドナーが現れ一時的に良くなったが、2018年4月1日に自宅で74歳で亡くなった。